# 科学忍者隊ガッチャマンII
『科学忍者隊ガッチャマンII』（かがくにんじゃたいガッチャマンII）は、『科学忍者隊ガッチャマン』の4年ぶりの続編としてフジテレビ系で毎週日曜日18時00分から18時30分に放送された、タツノコプロ製作のテレビアニメ。1978年（昭和53年）10月1日から1979年（昭和54年）9月30日まで放映された。全52話（放映は53回。1979年8月19日に28話『愛を奪った羽手裏剣』を再放送）。

## ストーリー
総裁Xが宇宙に去ってから約3年の年月が流れ、マントル計画も順調に進み、地球は平和を取り戻した。
国際科学技術庁（ISO）が科学忍者隊の解散を決定した矢先、総裁Xが火の玉となって南太平洋ギルバード諸島後方100キロの海上に襲来する。そこを航行中だった豪華客船クイーンマーガレット号は沈没してしまう。総裁Xはそこに乗り合わせていた子供を特殊な装置にかけ、3ヶ月程度で大人に成長させる。そしてその子供をギャラクター司令官・ゲルサドラとして仕立て上げ、ギャラクターを復活させたのだった。
科学忍者隊の解散は撤回され、前作で命尽きたジョーの代わりに地球防衛軍からホーク・ゲッツが新G-2号として参加し、復活したギャラクターへの偵察を開始する。だがゲッツは敵のスパイにすり替えられていた。偽ゲッツの手引きで敵のど真ん中に誘い込まれ、窮地に陥る忍者隊だが、偽ゲッツは奇跡的に復活を遂げたジョーによって倒され、ジョーは忍者隊に復帰する。
こうして科学忍者隊とギャラクターの戦いが再び始まるのだった。

## 作品解説
本作品放映の同年7月にシリーズ第1作を再編集したアニメ映画版ガッチャマンや、当時起こったアニメブーム、さらにはシリーズ第1作の再放送を望む声が多数寄せられ続けたのが追い風となって、制作された続編。
第1シリーズの総監督を務めた鳥海永行は、2年間の前シリーズで既に達成感があったことと、既にタツノコプロを退社するつもりであったことから、本作品の監督は引き受けずに、同年12月にタツノコプロを退社。そのため、総監督は前番組『一発貫太くん』を担当していた笹川ひろしがタイムボカンシリーズと並行して担当。社長の吉田竜夫が若くして他界し、スタッフの流出が続いた時期のタツノコプロであったが、作画陣は前シリーズの経験のある面々が集まった。タツノコプロとの契約を終えて社外に去っていた前シリーズの宮本貞雄作画監督を再び招聘。宮本の下には、前シリーズを支えた須田正己、二宮常雄、井口忠一、谷口守泰らが顔を揃えた。一方、演出陣には笹川が養成し「タツノコ四天王」の異名を取っていた新世代のタツノコプロスタッフ、押井守、真下耕一、うえだひでひと、西久保瑞穂の4人が抜擢された。この4人のローテーションにタツノコ社内からは原征太郎が参加、後はグロス出しであった。
しかし、アニメブームによりテレビアニメの本数が増加してアニメーター不足が起こったことと、制作開始が遅れて準備期間がほとんどなかったことから、常にスケジュールは逼迫。絵の仕上がりが悪かったことから、アフレコでは評判が悪く、とりわけガッチャマンをタツノコプロの看板番組として思い入れが強かった主役の森功至は怒りを露にすることがあったという。第9話「滅亡のベルクカッツェ」と第16話「空白のジョー」において、前シリーズの総集編を放映する苦肉の策がとられたが、最後までスケジュールを挽回できることはなかったという。リアルさを追求したものか、忍者隊基地のシーンでは海底基地・Gタウンの窓に実写の海中の映像が合成されていたりもしている。
第1話の視聴率は25.9%という高い人気（ビデオリサーチ社が調べた、1978年10月新番組視聴率ベスト10の第2位）を獲得していて、1年間の放映後には『科学忍者隊ガッチャマンF』という続編も作られた。1969年10月の『ハクション大魔王』開始以来10年間続いていたフジテレビ系日曜日18時台前半におけるタツノコ作品の10月開始・翌年もしくは翌々年9月終了という放送パターンも、本作が最後となった。
前作で壮絶な死を遂げたキャラクター、コンドルのジョーはクローン人間というアイデアも出たが、サイボーグという形で復活した。体の一部がメカニックという設定が使えず、強化ポリマーで体を覆っているという設定になっている。また、本作の企画当初、ジョーにはジャックという名の弟がおり、G-6号・隼のジャックとして登場させる草案があったという。ちなみに、声をあてたささきいさおとパンドラ博士を演じた上田みゆきは、本作品での共演が馴れ初めとなり、後に結婚している。

## 主な登場キャラクター

### 科学忍者隊
鷲尾 健（わしお けん）/ 大鷲の健
声 - 森功至
今作での武器はバードソーサー。当時流行していたフリスビーの形状を模した物。『II』ではこのように当時の流行に合わせた武器が登場している。丸型の刃は分離可能。
「ガッチャマン」の称号はリーダーである健を指していたため、前作ではキャスト表記が「ガッチャマン」になっていたが、今作ではエンディングのキャスト表記が「大鷲の健」となり、通称に変わっている（他のメンバーも同様）。「ガッチャマン」の定義は本作品開始時に改められ、健のみでなく科学忍者隊メンバー全員を表す語になっており、主題歌タイトルや歌詞、劇中の台詞でもこの意味で使われている。しかしながらこの語義の変更は本作品中盤を過ぎるころには曖昧になり後期の劇中では第1作同様に健1人を指す意味に戻された。前作同様「ある時は5つ…」で始まる名乗りの口上は健が行っているが、回によっては、健に代わってメンバー4人で名乗りの口上を行い「科学忍者隊ガッチャマン!」と名乗ることもあった。
ジョージ浅倉（ジョージ あさくら）/ コンドルのジョー
声 - ささきいさお
今作の武器は引き続き羽根手裏剣である。ソニックガンが支給されたこともあって、前作と異なりジョー専用銃は特に用意されなかった。前作の終盤で病に冒されていたが、ドクターラッフェルによりサイボーグとして蘇生。第4話で健たちの前に現れ再び科学忍者隊の一員となる。定期的にドクターラッフェルの基地でエネルギーを注入しているためにミーティングに遅れることがあり、サイボーグであることを秘密にしていたが、それをパンドラ博士に看破された。
第51話で総裁Xを倒すための切り札として、反物質爆弾が内蔵されているブラックボックスをラッフェルが体内に仕込んでいたことが判明した。これは本作品内では未使用に終わったが、意外な伏線として次作『F』最終回において重要な役割を果たす。
なお本作品および『F』では、第1作とは異なりひらがな名義となっている。
ジュン / 白鳥（しらとり）のジュン
声 - 杉山佳寿子
今作での武器はオーロラリボン。新体操の要領で使用し、捕縛と打撃が可能。17話では発光目晦まし攻撃があった。今作ではジョーが生きていることをいち早く察知したりして、ジョーのことをひどく気にかけていたようだ。
前作同様、忍者隊の溜まり場であるスナックJは今作でも健在だが、登場回数はほんの僅かである。店舗自体は旧店舗とは別の建物で、アメホン国、ユートランドにあるのかも不明。
甚平（じんぺい）/ 燕（つばくろ）の甚平
声 - 塩屋翼
今作での武器はリバウンドボール。右手のグローブとスーパーボールのセット武器。現在のラクロスに近い方法で使用する。前作のアメリカンクラッカー同様様々な応用ができる。精神的な成長もしており、第37話では「お姉ちゃん」ではなく、初めて「ジュン」とG3号を呼び捨てにして、甘えから独り立ちをする姿勢を見せた。
中西 竜（なかにし りゅう）/ みみずくの竜
声 - 兼本新吾
今作での武器はグリッパー。粘着性の物質で相手を捕縛し、投げ飛ばすというもので、これは当時流行していた玩具「スライム」のように伸びる。今作では後述のロボット・パイマーの登場により、ゴッドフェニックスで留守番をする必要がなくなり、他の4人と共に戦う機会も増えた。第30話では旧作以来久々に帰郷。カバーとして身分的には「ISOの海洋研究員」となっており、弟の誠二によると地元では名士としてかなり尊敬されているとの話である。ゲルサドラには「おろかデブ」と呼ばれている。

### 支援者
南部 考三郎（なんぶ こうざぶろう）
声 - 大平透
前作に引き続き、国際科学技術庁（ISO）の博士として登場。前作の終盤で破壊された三日月基地に変わり、今作では有志によって建設された海底を航行可能な基地、Gタウンから5人に指示を送る。第27話では銃撃を受け、危篤状態になり死んだことになっていたが、これは総裁Xがゲルサドラに命じた暗殺計画を察知した南部が対抗するためにパンドラと打った芝居であった。
パンドラ
声 - 上田みゆき
本作品のキーパーソンで、本名はシルビア・パンドラ。第26話より、南部博士の秘書として登場する女性科学者。ロボット工学やサイボーグの研究が専門のようだが、他にもサイキックパワーの増幅や探知を行うシンレーダー（27話）、動物と意思疎通ができるようになる脳波解読システム（40話）を開発するなど、研究分野は多岐に渡る。第42話ではリッチマン三世に変装したゲルサドラを見るとテレパシーにも似た妙な感覚を感じるが、その後も度々、ゲルサドラとの間に感覚の共振現象が起こる。
実は未亡人。海難事故で死んだ夫と行方不明の幼い子供がいる。研究畑一筋というわけではなく、旧ゴッドフェニックスを操縦し、火の鳥を成功させる（第47話）など多彩な才能を見せるが、第50話で我が子と再会したのも束の間、総裁Xに殺されてしまう。
アンダーソン
声 - 大宮悌二
前作に引き続き、新装された国際科学技術庁（前作でアメリス国のアメガポリスにあったISO本部ビルとは形が違う）の長官として登場。青年サムという一人の孫がいる。第46話にて海軍基地を訪問中、鉄獣の襲撃で基地ごと襲われ重傷を負ってしまう。
その後は姿を現さず、次作『F』より南部が彼の後任として長官の地位に就いた。
パイマー
声 - 井上瑤（第1話では小宮和枝）
コンピューター頭脳を持つパイロットマシンでパイマーの名前はここに由来し、命名者は竜である。このパイマーにより竜は留守番から解放された。透明ドームに覆われた丸い頭部に二本のマニピュレーターを持つが下半身は履帯である。
第6話では火の鳥影分身を行うため、ピラミッド状に配置された各Gメカを操縦する5人に代わり、火の鳥を発動させたニューゴッドフェニックスでピラミッド要塞に突っ込むという大役も果たした。
反面、電子妨害には比較的弱く、敵と認識した相手に独断でバードミサイルを発射しようとしたこともあり（第24話）、次作『F』ではガッチャスパルタンにパイマー的な自律AIは未搭載となっている。

### ギャラクター
総裁X
声 - 田中信夫
前作の最終回で地球を去るも、再び来襲しギャラクターを再編して科学忍者隊に挑戦する。前作とは姿が変わっており、その姿はスキャニメイトを利用して描かれていた。第40話では前作の最終回で地球を離れるときに使った光り輝く鉛筆型宇宙船で、アグリカのサバリー自然動物園にあるゲルサドラが作った基地に移動もしたり、第49話ではXが初めて地球へ来訪する回想シーンが流れた。
最終回にて明らかになるその正体はスペースブレイン（自我を持つ電子頭脳）であり、ソーラーシフト計画とは太陽を移動させ、故郷であるセレクトロ星を滅ぼした敵対星系へ恒星爆弾としてぶつける作戦だった（当然、その過程で太陽系は破滅する）。
隕石山にギャラクター本部基地を建設し、その中にある一室が総裁Xの部屋となっている。ボタンを押してその部屋の床下を開くとXの中枢装置があり、それを守るためにレーザー砲がいくつも装備されている。反旗を翻したゲルサドラをレーザー砲で粛清するが中枢装置を露呈されそこを健の放ったバードソーサーによって破壊され爆発が起こり、ギャラクター本部基地と共に滅亡した（ただし、本編の映像ではジョーが止めをさしたような印象を与えるものとなっている）。しかし、物語のラストは破壊されたXの亡骸の一つが生き残り点滅するところで終わっており、次作『F』での総裁Zの誕生の伏線となっている。
ゲルサドラ
声 - 池田勝（成長前の子供の声は小宮和枝）
前首領ベルク・カッツェに代わる、復活したギャラクターの首領。生まれつき異常な染色体を持っており、目をつけた総裁Xが、彼の乗っていた豪華客船を沈没させて誘拐して特殊な装置に掛け、3か月程度で3歳児から大人の肉体に成長させギャラクターの首領とした。カッツェと同じくミュータントである。50話で総裁Xからある人物の「息子」と言われており、そこから考えれば性別は男性となるのだが前述の染色体の影響からか、成長時の肉体を見る限り男性器は存在せず外見的には女性の体のようにみえる。また、口に手をあてて笑う仕種などは女性的である。
カッツェのイメージを強く受け継いだキャラクターであるが、さらに姑息で逃げ足が速い。「あの愚か者とは違う」とカッツェを嫌っており、第13話では、カッツェが作った基地の彼の部屋を「趣味が悪い愚かな部屋」と評し、壁に掛けられていたカッツェの肖像を払い落として踏みつけたりしていた。口癖は「失敗は成功の母」「おのーれおのれ!」「飛んで火にいるアホウドリ」「はんぱおろか」「何としてからに!」「おお、こわ!」「なんともかともさってもしっても」など。独特の甲高い声で、公家風の芝居がかった口調が特徴である。
忍者隊に基地や鉄獣を破壊されると、専用の円盤に乗って脱出し「ゲルサドラは不滅だ、覚えておれ〜!」と捨て台詞を残して逃げるのがパターンだった。終盤はゲルサドラの出生と総裁Xが推進するソーラーシフト計画を巡り、ドラマは大きな展開を迎える。
リッチマン三世に変装し国連から帰る途中、パンドラと遭遇した途端に疑問を感じてしまう。その後、彼女の前でガッチャマンと激闘している間にゲルサドラとして実体を現す。
ゲルサドラの親である先述の「ある人物」とは、ギャラクターの敵である南部博士の秘書・パンドラであり、ゲルサドラは彼女とその夫・ドメニコ・パンドラ（声：千田光男）との間に生まれた子供・「サミー・パンドラ」である。母・パンドラとは親子ゆえか近くにいる場合、その存在をお互いに感じ取ることができた。第50話で自らの出生を知り、彼女をギャラクターの基地に誘拐して「息子」として再会。通常の人間の成長速度であれば本来ならまだ幼児であるためにパンドラは当初、どこかで生きていると信じていたわが子と信じることができなかった。しかし、総裁Xによりゲルサドラの成長過程を収めた映像を見せられその事実に愕然とした挙句、ロケット内に閉じ込められ、打ち出されて空中で爆死させられてしまう。それを目の当たりにしたゲルサドラの心の中にXへの憎しみが芽生え、第51話で反旗を翻し、最終回でガッチャマン達をXの居場所へ案内した。
ギャラクターの隊員達の攻撃がもとで重傷を負い、Xが倒された後に一人よろよろと歩いて辺り一面花の広がる場所にたどり着く。そこで地球の美しさに感動し、自分がそれを破壊しようとしたことやこれまで犯してきた罪を悔い、最期は母・パンドラの幻を見ながら彼女の元へと旅立った。死後、その肉体は成長前へと急速に縮んでいき、残された服も風に飛ばされていった。
マーストラ
声 - 市川治
第43話「火星からのインベーダー」より登場する、ギャラクターの幹部。総裁Xが密かにソーラーシフト計画のための火星基地を建設させていた。専用の巨大な円盤を持っており、これに搭載されている兵器などで忍者隊を妨害したり、宇宙基地を破壊したりした。ゲルサドラを見下しており、散々嫌味を言った挙句「ノロサドラ」などとも言っている。第44話でオービタG号で火星に到着した健により基地を破壊されたためにソーラーシフト計画の作戦が中止になり、第45話にて基地の修理で一週間かかると総裁Xに報告したところ、ゲルサドラに「3日でやれ」と罵られ、Xもそれに同調。必死の作業で間に合わせたものの、以後、火星部隊は本編内に登場しなかった。
その後、マーストラの存在は長い間忘れ去られていたが、次作『F』に途中から再登場している。
ベルク・カッツェ
声 - 寺島幹夫
前作で死亡したギャラクターの前首領だが、第9話他、回想シーンや総裁Xとゲルサドラの会話などに度々登場する（ただし第9話や第16話のアフレコは旧作の使い回しではなく、新規に録音した物である）。
キャラの詳細は『科学忍者隊ガッチャマン』を参照のこと。
ホーク・ゲッツ
声 - 伊武雅之
前作で命尽きたジョーに代わって、地球防衛軍から新G-2号（甚平曰く「G-2は永久欠番」とのことで、健たちは反対しており受け入れなかったらしい）として派遣された軍人。しかし科学忍者隊に合流する前に殺害され、ギャラクターが送り込んだ偽物にすり替わられてしまった。第28話の回想シーンでは死際に復活したジョーと会い、彼に偽ゲッツを追跡するよう言い残した。恋人がいる。なお、忍者隊に合流した偽ゲッツは尊大かつ生意気な口調でメンバーの反感を買っていた。
パンサー
声 - 曽我部和行
第33話「怒りのG1号」に登場。飛行要塞「メカサターン」を指揮するギャラクター隊長。ウォーモンガー（戦争狂）的な性格で強敵と戦いたいがために、独断専行で破壊活動を決行して忍者隊を呼び寄せるが、健と一騎討ちの末に敗死する。自惚れ屋でありゲルサドラを見下しているが、暗器による格闘を筆頭に大口を叩くだけの実力を持った強敵であった。
カイザー
声 - 石丸博也
第35話「ベルクカッツェの遺産」に登場。旧ギャラクター隊員A7号。カッツェの遺産である砲撃メカ「メカボルトン」を唯一操作出来る男。前作のクロスカラコルム本部攻防戦で死亡したかと思われていたが、ギャラクターと縁を切り、カイザーと名を変えて生存していた。とある事故で息子とジョーが知り合いとなり、その関係でカイザーとジョーも顔見知りとなる。
ゲルサドラは彼を捜し出し、家族を人質に脅迫。一度だけとの約束でメカボルトンの砲手となってニューゴッドフェニックスを撃墜。その直後に基地が忍者隊の襲撃を受け、ジョーと対峙して互いの正体が露呈。ジョーへ息子にギャラクターの子だと知られたらとの悩みを打ち明けるが、ジョーは「俺もギャラクターの子さ」と自決しようとするカイザーを諭し、その命を救った。
ギャラクター隊員
声 - 稲葉実、千葉繁、笹岡繁蔵、黒部鉄、長堀芳夫、宮下勝、広瀬正志、小幡研二、他
ギャラクターの一般隊員。マスクや隊員服は旧ギャラクターを引き継いでいるが、携帯火器が実体弾銃からレーザーガンになるなどの進歩も見られる。しかし、相変わらず士気や忠誠度は低く、やはり多くは忍者隊のやられ役であった。前作と違い、あまりコミカルな面は見られず、カイザーことA7号を筆頭にシリアスな描写が多かった。
マスクやスーツのデザインが異なったギャラクター隊長は前作よりも登場する回数が少ない。また、第30話を見る限り、色違いの隊員服を着たチーフも存在している模様である。
なお、今作には全身灰色のボディスーツ姿をしたマーストラ配下の「火星ギャラクター隊員」や特殊部隊「ギャラコン」なる精鋭が存在する。

### ラッフェルとサイボーグたち
ドクターラッフェル
声 - 千葉耕市
元はギャラクターに所属していた初老の科学者で、クロスカラコルムで死亡したジョーをサイボーグとして蘇生させた張本人。
総裁Xによれば、総裁Xとコンタクトを取って地球を教えた人間で当初はギャラクター創設に協力したが、総裁の目論見を知ると反抗しだし、カッツェに命じて暗殺させたはずだったとのことである。鷹を飼っており、肩によくとまっている。
ジョーをサイボーグ化した際に、総裁Xを倒すための仕掛けを施した。また、ジョー以前にもその実験台としてサイボーグ手術をしており、第25話では海中にサイボーグコロニーができるほどの数のサイボーグが生活していた。
第49話にて居場所を突き止められ、総裁Xの秘密と居場所を健に教えようとするも、ギャラクターの白スーツ隊員の凶弾により殺された。
キャッシー
声 - 上田みゆき
第13話「青春のG2号」に登場する、謎の女性で、自ら「ジョーの影」と名乗る。実は彼女もジョーと同じサイボーグでありドクターラッフェルの命令を受けてジョーの影として、彼に加勢しギャラクター基地に潜入する。マグマの活動を止めるために「マグマ凝固装置」を持ち出し自ら命を絶とうとしたジョーを足止めしようと銃を撃ち、彼の代わりに彼女が自ら犠牲に「マグマ凝固装置」を持って崖からマグマの海に飛び込んで行った。
ウルフ
声 - 玄田哲章
第25話「悲しみのサイボーグ」に登場する、サイボーグの一人。ドクターラッフェルの命令を受けて、総裁Xの企みを暴くために隕石の回収に向かっていた途中ジョーと出会う。サイボーグたちが暮らせる「ロボットコロニー」が施設されており、「ドクターラッフェルの子供たち」と呼ばれるロボットやサイボーグの訓練場で猛訓練を受けてきた。RF-3という仲間もいる。ギャラクターが開発した「隕石誘導装置」で隕石を呼び寄せ、その流星群に墜落されたロボットコロニーは他のサイボーグもろとも全滅された。唯一生き延びたが既に瀕死の状態で、駆けつけてきたジョーにマイクロテープを託して絶命した。

### ナレーター
声 - 仲村秀生

## 登場メカ
バードスタイル
科学忍者隊の特殊ユニフォーム。外見的には前作と大きな変化はない。しかし、今作からは宇宙活動用のバードスーツが用意され、OPでも着用した忍者隊の勇姿が見られる。これは機動宇宙服と生命維持装置および無線機（宇宙空間ではブレスレットで交信不可能なので、この状態では腕には填めていない）のセットで、鳥を模したマントは省略されたものの、ヘルメットや服の色遣いは忍者隊各人のイメージをほぼ引き継いでいる。ただし、さすがにジュンのミニスカスタイルまでは再現されなかった。
また、各自の武器の他、今作から共通の武器として全員に拳銃型レーザーガン「ソニックガン」が支給された。第12話の甚平によるとショックガン（神経麻痺銃）としても使用可能らしい。
科学忍法竜巻ファイター
前作から引き続いて使用される科学忍者隊の必殺技。前作と違い、『II』では科学忍者隊が櫓を組まず、円陣を組んでバックルからのエネルギーを集めて強風を起こすスタイルに変更されている。
ニューゴッドフェニックス
ゴッドフェニックスの後継機。旧ゴッドフェニックスはG-5号を中心として合体（と言うより収納）するシステムだった上、分離した状態だとG-5号が戦闘に不向きなメカになってしまい、後方で待機させざるを得ない状況になることが多かったため、総合的な戦闘能力に問題があった。そのためニューゴッドフェニックスでは最初から本体は忍者隊メカの基地として考え、本体に5機の忍者隊メカを収納するシステムに改めた。本体には操縦サポートロボット・パイマーが搭載され、戦闘時に忍者隊全員が出動可能になり、竜が留守番をする必要はなくなっている。収容されているG1号機のサイズから推定すると、全長が旧ゴッドフェニックスの倍以上はある大型な機体である。ちなみに第8話で宇宙用大型ブースターを装着した状態では、全長は320m。重量11400tと設定されている。
初代以上にモチーフの「不死鳥」を強調したデザインとなっており、機首にはズバリ鳥の顔が意匠として施されているが、これは番組スポンサーであったポピーの村上克司のアイデアである。しかし、このデザインは下手をするとタイムボカンシリーズ辺りに出て来そうな玩具的な造形であり、前作のファンは紅白の機体色から「空飛ぶニワトリ」と酷評するなど、評判はあまり良くない（一方では同時期に放映されていた『ヤッターマン』のヤッターワンやヤッターキングを意識しているとの見方もある）。ちなみに大河原邦男による初期のデザイン段階では、旧ゴッドフェニックスのリファイン版的な直線的で割合シンプルなデザインだったそうである。
武装は機首部左右に引き込み式になっている10連装式バードミサイル計二基と胴下の4連装機関砲（第31話で使用）。最大速度はマッハ5。空中はむろん、水中や宇宙航行も可能。水中限界深度は旧ゴッドフェニックスの4倍以上の深度一万m以上である（第17話）。また、VTOL機能やGタウンよりの垂直発進も可能（第8話、第44話）。前作と同じく「科学忍法・火の鳥」を使うことが可能で、この状態を再現した真紅のカラーリングの「ニューゴッドフェニックス・火の鳥」の玩具も発売された。バリエーション技の「火の鳥・影分身」も使用可能で第6話にて使用した際は、ニューゴッドフェニックスを中心として各Gメカをピラミッド状に配置しパイマーが操縦するニューゴッドフェニックスが「科学忍法・火の鳥」を行った。
無敵とも思われる「火の鳥」だが、本作品ではベルク・カッツェの遺産であるギャラクターの砲撃メカ「メカボルトン（第35話に登場）」に劇中で敗れており（前作では第22話、第60話、第67話の都合3回敗れている）、次作『F』では必殺技が「科学忍法ハイパーシュート」に取って代わられることとなる。なお、同機はメカボルトン戦で完全に破壊されているため、ニューゴッドフェニックスは予備機が常にGタウンに用意されていたと見るべきだろう。
Gメカ各機
科学忍者隊の個人マシン。前作と違いブレスレット（および流体特殊ボディとマジックバーナー）による変形機能はなく、日常時における一般使用は考慮されていない。なお、一部のGメカはスペック上、旧作よりも数値が劣っている。
イーグルシャープ（G-1号）
健の新マシン。機体色は赤。水中や宇宙航行も可能な三発の小型戦闘機で、武装は胴体左右の「イーグルミサイル」とバルカン砲。主翼を「カッターウイング」として使用可能。
尾部に合体した旧G-1号とは異なり、ニューゴッドフェニックスの機首部に格納される。このため劇中、ニューゴッドフェニックスが敵基地に機首を突入させてイーグルシャープが発進し、内部から敵基地を破壊する戦法がしばしば行われた。
最高速度マッハ5。第31話で改良が加えられ、単独での大気圏離脱/突入が可能となった。
コンドルアタッカー（G-2号）
ジョーの新マシン。機体色は黒。旧G-2号では不可能だった水上・水中、空中、果ては地中での活躍が可能な6輪の高速AFV。屋根上に本体から操作可能な、猛禽型の「ファイアーターゲッター」と呼ばれる無人攻撃機を装備。これは小型の火の鳥にもなり、敵を撃ち抜くことが可能。車体前部の左右に「コンドルミサイル」も装備。
ニューゴッドフェニックスの左翼根元に格納される。
オートスワン（G-3号）
ジュンの新マシン。機体色は白。滑空能力を持つオートバイ。両サイドに「スワニーミサイル」が装備されている。
ニューゴッドフェニックスの右翼根元に格納される。
スワローヘリコ（G-4号）
甚平の新マシン。機体色は青。水陸空運航可能な特殊ヘリコプターで、翼の部分をブーメランとして使うことが出来る。胴体左右に「スワローミサイル」も装備。
ニューゴッドフェニックスの尾部に格納される。
ホーンドタンク（G-5号）
竜の新マシン。機体色は緑。前部が開いて巨大なボウリング球状の大型爆弾「ホーンドボウリング」を投射可能な他、上部ターレットに「ホーンドミサイル」、車体前部に機関砲二門を装備している戦車。履帯式だが水中航行も可能。初代ゴッドフェニックスの本体であった旧G-5号とは異なり、完全に独立した竜専用マシンである。
ニューゴッドフェニックスの背部に格納される。
Gタウン
科学忍者隊の水中移動基地。設計者は南部博士とビル・ダグラス博士。前作の移動基地三日月サンゴ礁に比較すると完全水没型で水中空母的な趣があり、ニューゴッドフェニックス収容に対応して遙かに大型化されている。ニューゴッドフェニックスのドックに支援設備、居住区画や研究ラボを備えており、シリーズを通して損害らしい損害は受けていないが（第20話で多数のミサイルを被弾してもびくともしなかった。ただし、第47話ではギャラコンの潜入工作により海溝に沈められる）、次作『F』では2話以降未登場（1話も室内が登場しただけ）である。
なお、準備稿ではあかぎという個艦名も用意されていたが、本編では未使用に終わった。
地底潜航艇
第30話に登場。地底活動が可能なISOの調査用特殊艇。岩盤を溶解させる削岩ビームと二本のドリルを装備。帰郷していた竜を除く科学忍者隊が乗り込み、地底を掘り進んでギャラクターの偽装タンカーへ突入した。
オービタG号
第44話、45話に登場。マーストラの火星基地を破壊するために用意された単座小型宇宙艇。発進時にはニューゴッドフェニックスをブースターにして空中発射された。『F』のG-1号機的な三角形の胴体に主翼とブースターを取り付けたような形状で、ペイロードの関係で搭載武器はレーザーガンとミサイル1発のみである。健がパイロットとなってマーストラ円盤の迎撃をかいくぐり、火星基地のソーラーシフター破壊に成功するが、機体制御回路を破壊され、帰還分の酸素も尽きて絶体絶命のピンチに陥る。
G-7号ロケット
第45話に登場。オービタG号救出にGタウンより打ち上げられた長距離ロケット。船体に「G-7」とマーキングがある。一人用の救命カプセルを装備。ジョーが操縦して漂流中の健を救出後、ダム湖へ向けてミサイル代わりに特攻させた。
ゴッドフェニックス
前作でガッチャマンの主戦力だった大型戦闘機。本作品ではパンドラ博士が操縦した。
メカ鉄獣
ギャラクターが使用する巨大機動兵器の総称。しかし巨大巡航ミサイル「シータイガー」や「新型爆撃機」など、必ずしもギャラクターの巨大メカすべてがメカ鉄獣ではない。「ファイヤーバット」他、動植物をモチーフにした物が多い。劇中ではソーラーシフト計画の護衛または囮として使用されることが多く、前作のようにメカ鉄獣単体による作戦はあまり行われなかった。なお、劇中では「メカ鉄獣」と呼ばれていたが、単に「鉄獣」「鉄獣メカ」とも呼称され、その呼び名は一定していない。
ソーラーシフター
ソーラーシフト計画の根幹を成すメカ。
メインビーム砲とも称され、パラボラアンテナ状のビーム砲からエネルギービームを太陽に照射することで恒星を移動させる。大半が固定式だが「メガフラッシャー」のようにメカ鉄獣自体がソーラーシフターである場合もあった。
本作品においてギャラクター最大の目的がソーラーシフターの稼働であり、世界各地（含、火星 / 金星）に建造されたソーラーシフターを巡って、科学忍者隊との攻防戦が繰り広げられることとなった。
ゲルサドラ円盤
ゲルサドラ専用機。主に基地間の移動やメカ鉄獣からの脱出用に使用される真っ赤なアダムスキー型の単座機で、武装の有無は不明（戦闘用として使われた事例はない）。余り丈夫ではないらしく、第41話や第52話に見られるように被弾から不時着するケースも多々あった。
マーストラ円盤
マーストラ専用機。大気圏内と火星 - 地球間も往復航行可能な巨大円盤。多数の鉄獣を搭載可能。単機で宇宙基地を破壊するなど武装も充実し、体当たりで山すら崩せる。だが『F』第30話にてエゴボスラー伯爵に見捨てられ、孤立無援のまま撃墜される。

## 制作スタッフ
- 製作：吉田竜夫→吉田健二
- 原作：吉田竜夫（連載誌 - 『てれびくん』[21]、『小学館学習雑誌』）
- 企画：吉田健二（タツノコプロ）、鳥海尽三（鳥プロ）
- キャラクターデザイン：九里一平、天野喜孝、高田明美
- 美術デザイン：中村光毅
- メカニックデザイン：大河原邦男
- 作画監修：宮本貞雄
- オープニングアニメーション：須田正己
- 文芸担当：陶山智
- SF考証：小隅黎
- 音楽：小西礼二郎（第1話のみ）、ボブ佐久間、筒井広志
- プロデューサー：九里一平、中野政則、柴田勝
- 総監督：笹川ひろし
- 監督補：原征太郎
- 作画監督：野部駿夫
- 作画担当：河井静男、西川忠良、加藤和恵
- 美術担当：佐藤輝信、佐藤広明
- 録音ディレクター：水本完
- 録音：兼子芳博
- 効果：加藤昭二（アニメサウンドプロダクション）
- 現像：東洋現像所、スキアニメ協力
- 編集：三木幸子、戸田れい子
- 進行：伏川政明、羽田野智子、山田良一、田村常夫、由井正俊、庄司清、網倉雅弘、中田和久、吉田哲
- トレス：小野静子、高山洋子
- 検査：深沢弓、長岡恵、及川あつ子、上村祐子、片岡三生
- 特殊効果： 朝沼清良、村上正博、向井稔、阿部郷、山崎雅典、山崎保
- 色指定：岡嶋国敏、藤田弘美、羽生道代、向井稔、小黒光子
- 担当：別所孝治、田島潔（フジテレビ）、内間稔、大野実（読売広告社）
- 協力：読売広告社
- 制作：タツノコプロ、フジテレビ

## 音楽
BGMは筒井広志が本作品のために新たに作った曲の他、前作テレビ版（ボブ佐久間作・編曲）や同劇場版の交響組曲 科学忍者隊ガッチャマン（すぎやまこういち作・編曲）からの流用もあった。一方、主題歌・挿入歌はすべて、すぎやまこういちが作・編曲した。
劇場版の音楽だった「交響組曲 科学忍者隊ガッチャマン」のフレーズがED「明日夢みて」の間奏や挿入歌「燃ゆる火の鳥」の前奏に含まれている。

### 主題歌
オープニングテーマ「われらガッチャマン」
作詞 - 保富康午 / 作曲・編曲 - すぎやまこういち / 歌 - ささきいさお、コロムビアゆりかご会
OP映像は第1話-31話までの前期。第32話以降の後期の2パターン存在した。後期OPは忍者隊が宇宙基地らしき円筒通路を360°全方位に展開して走ったり、宇宙バイク（本編未登場）に跨って月面上（？）を進撃するなど、宇宙活動が強調されたものとなっている。
エンディングテーマ「明日夢みて」
作詞 - 保富康午 / 作曲・編曲 - すぎやまこういち / 歌 - ささきいさお、堀江美都子
ED映像では全シリーズのOP・ED中唯一、バードスタイルに変身していない普段着の5人が描かれている。

### 挿入歌・イメージソング
「ガッチャマンの祈り」
作詞 - 保富康午 / 作曲・編曲 - すぎやまこういち / 歌 - ささきいさお
「燃ゆる火の鳥」
作詞 - 松山貫之 / 作曲・編曲 - すぎやまこういち / 歌 - 水木一郎、ザ・チャープス
「ガッチャマン・マーチ」
作詞 - 保富康午 / 作曲・編曲 - すぎやまこういち / 歌 - ささきいさお、コロムビアゆりかご会
「よみがえれ歩き出せ 〜ジョーの歌〜」
作詞 - 保富康午 / 作曲・編曲 - すぎやまこういち / 歌 - ささきいさお
「大鷲は高く飛ぶ 〜健の歌〜」
作詞 - 保富康午 / 作曲・編曲 - すぎやまこういち / 歌 - 水木一郎
「僕等のガッチャマン」
作詞 - 笹川ひろし / 作曲・編曲 - すぎやまこういち / 歌 - ささきいさお、コロムビアゆりかご会
「ミミズクとツバクロ」
作詞 - 保富康午 / 作曲・編曲 - すぎやまこういち / 歌 - 水木一郎
「地球に花の冠を」
作詞 - 保富康午 / 作曲・編曲 - すぎやまこういち / 歌 - ささきいさお、ザ・チャープス

## 各話リスト
| 話 | 放送日         | サブタイトル             | 脚本         | 演出                  |
| -- | -------------- | ------------------------ | ------------ | --------------------- |
| 1  | 1978年 10月1日 | 総裁Xの逆襲              | 鳥海尽三     | 原征太郎              |
| 2  | 10月8日        | 謎の羽根手裏剣           | 鳥海尽三     | 西久保瑞穂            |
| 3  | 10月15日       | 地獄のブラックナイツ     | 久保田圭司   | 棚橋一徳              |
| 4  | 10月22日       | かえって来たジョー!?     | 陶山智       | 真下耕一              |
| 5  | 10月29日       | 謎の原人大襲来           | 山本優       | 西久保瑞穂            |
| 6  | 11月5日        | 衝撃のピラミッドパワー   | 山本優       | 押井守                |
| 7  | 11月12日       | 恐怖のミュータント作戦   | 久保田圭司   | 布川ゆうじ 原征太郎   |
| 8  | 11月19日       | 月世界の火の鳥           | 曽田博久     | 植田秀仁              |
| 9  | 11月26日       | 滅亡のベルクカッツェ     | 陶山智       | 西久保瑞穂            |
| 10 | 12月3日        | 赤道の雪嵐               | 山本優       | 押井守                |
| 11 | 12月10日       | 争奪! ハイプルニウム600  | 山本優       | 真下耕一              |
| 12 | 12月17日       | Dr.ラッフェルの秘密      | 山本優       | 布川ゆうじ 原征太郎   |
| 13 | 12月24日       | 青春のG2号               | 山本優       | 西久保瑞穂            |
| 14 | 12月31日       | 宇宙のレッドインパルス   | 曽田博久     | 案納正美 小鹿英吉     |
| 15 | 1979年 1月7日  | 純情のG5号               | 曽田博久     | 真下耕一              |
| 16 | 1月14日        | 空白のジョー             | 陶山智       | 真下耕一              |
| 17 | 1月21日        | 悪魔の方程式             | 佐藤和男     | 押井守                |
| 18 | 1月28日        | 宇宙船応答せず           | 曽田博久     | 布川ゆうじ 原征太郎   |
| 19 | 2月4日         | 異次元空間のワナ         | 山本優       | 西久保瑞穂            |
| 20 | 2月11日        | Gタウン危機一髪          | 山本優       | 案納正美 小鹿英吉     |
| 21 | 2月18日        | 青春の折れた翼           | 曽田博久     | 西久保瑞穂            |
| 22 | 2月25日        | 謎のストーンヘンジ       | 佐藤和男     | 布川ゆうじ 真下耕一   |
| 23 | 3月4日         | 北極に消えた愛           | 酒井あきよし | 西牧秀雄 広川和之     |
| 24 | 3月11日        | 疑惑のG2号               | 山本優       | 植田秀仁              |
| 25 | 3月18日        | 悲しみのサイボーグ       | 山本優       | 小鹿英吉              |
| 26 | 3月25日        | 謎の秘書パンドラ         | 陶山智       | 西久保瑞穂            |
| 27 | 4月1日         | 南部博士死す!            | 陶山智       | 笹川ひろし 真下耕一   |
| 28 | 4月8日         | 愛を奪った羽根手裏剣     | 山本優       | 植田秀仁              |
| 29 | 4月15日        | 生か死か! 魔の北壁       | 曽田博久     | 高橋資祐 原征太郎     |
| 30 | 4月22日        | 故郷に帰った竜           | 曽田博久     | 真下耕一              |
| 31 | 4月29日        | 撃墜された大鷲           | 山本優       | 棚橋一徳 植田秀仁     |
| 32 | 5月6日         | G1号アンデスの愛         | 山本優       | 斧谷稔 小鹿英吉       |
| 33 | 5月13日        | 怒りのG1号               | 陶山智       | 西久保瑞穂            |
| 34 | 5月20日        | アマゾンの鉄魔獣         | 曽田博久     | 西牧秀雄 原征太郎     |
| 35 | 5月27日        | ベルクカッツェの遺産     | 海老沼三郎   | 植田秀仁              |
| 36 | 6月3日         | 悲しみの地底都市         | 佐藤和男     | 八尋旭 高井戸仁       |
| 37 | 6月10日        | 燃えろ! はがねの翼       | 曽田博久     | 真下耕一              |
| 38 | 6月17日        | 電磁メカ鉄魔竜           | 鳥海尽三     | 西牧秀雄 津田義三     |
| 39 | 6月24日        | 虹のコンドル             | 山本優       | 山口直樹 津田義三     |
| 40 | 7月1日         | 激闘! 魔のアニマル作戦   | 陶山智       | 案納正美 小鹿英吉     |
| 41 | 7月8日         | ガッチャマン対ゲルサドラ | 陶山智       | 高井戸仁 植田秀仁     |
| 42 | 7月15日        | 闇に動く天文台           | 鳥海尽三     | 西久保瑞穂            |
| 43 | 7月22日        | 火星からのインベーダー   | 鳥海尽三     | 内田有紀彦 真下耕一   |
| 44 | 7月29日        | たたけ! 邪悪の火星基地   | 鳥海尽三     | 平谷寿敏 植田秀仁     |
| 45 | 8月5日         | 魔のソーラーシフト計画   | 陶山智       | 平谷寿敏 津田義三     |
| 46 | 8月12日        | あばかれたガッチャマン   | 鳥海尽三     | 小鹿英吉              |
| 47 | 8月26日        | 必殺! 二羽の火の鳥       | 鳥海尽三     | 内田有紀彦 西久保瑞穂 |
| 48 | 9月2日         | 史上最大の大津波         | 陶山智       | 植田秀仁              |
| 49 | 9月9日         | 燃えよ! コンドル         | 鳥海尽三     | 西久保瑞穂            |
| 50 | 9月16日        | 謎! 謎? ゲルサドラの母   | 酒井あきよし | 小鹿英吉 石田昌久     |
| 51 | 9月23日        | 悲しみのゲルサドラ       | 陶山智       | 内田有紀彦 津田義三   |
| 52 | 9月30日        | 総裁Xの滅亡              | 鳥海尽三     | 真下耕一              |

- 第46話と第47話の間に、第28話「愛を奪った羽根手裏剣」の再放送があった。

## 放送局
系列は放送終了時点の系列、放送時間は個別に出典が提示されている局を除き1979年9月終了時点のものとする。
| 放送地域               | 放送局         | 放送系列                                     | 放送時間           | 備考                    |
| ---------------------- | -------------- | -------------------------------------------- | ------------------ | ----------------------- |
| 関東広域圏             | フジテレビ     | フジテレビ系列                               | 日曜 18:00 - 18:30 | キー局                  |
| 北海道                 | 北海道文化放送 | フジテレビ系列                               | 日曜 18:00 - 18:30 |                         |
| 宮城県                 | 仙台放送       | フジテレビ系列                               | 日曜 18:00 - 18:30 | [ 24 ]                  |
| 秋田県                 | 秋田テレビ     | フジテレビ系列                               | 日曜 18:00 - 18:30 |                         |
| 山形県                 | 山形テレビ     | フジテレビ系列 テレビ朝日系列                | 日曜 18:00 - 18:30 |                         |
| 長野県                 | 長野放送       | フジテレビ系列                               | 日曜 18:00 - 18:30 |                         |
| 静岡県                 | テレビ静岡     | フジテレビ系列                               | 日曜 18:00 - 18:30 |                         |
| 富山県                 | 富山テレビ     | フジテレビ系列                               | 日曜 18:00 - 18:30 |                         |
| 石川県                 | 石川テレビ     | フジテレビ系列                               | 日曜 18:00 - 18:30 |                         |
| 福井県                 | 福井テレビ     | フジテレビ系列                               | 日曜 18:00 - 18:30 |                         |
| 中京広域圏             | 東海テレビ     | フジテレビ系列                               | 日曜 18:00 - 18:30 |                         |
| 近畿広域圏             | 関西テレビ     | フジテレビ系列                               | 日曜 18:00 - 18:30 |                         |
| 鳥取県・島根県         | 山陰中央テレビ | フジテレビ系列                               | 日曜 18:00 - 18:30 |                         |
| 岡山県 →岡山県・香川県 | 岡山放送       | フジテレビ系列                               | 日曜 18:00 - 18:30 | [ 25 ]                  |
| 広島県                 | テレビ新広島   | フジテレビ系列                               | 日曜 18:00 - 18:30 |                         |
| 愛媛県                 | 愛媛放送       | フジテレビ系列                               | 日曜 18:00 - 18:30 | 現・テレビ愛媛。        |
| 福岡県                 | テレビ西日本   | フジテレビ系列                               | 日曜 18:00 - 18:30 |                         |
| 佐賀県                 | サガテレビ     | フジテレビ系列                               | 日曜 18:00 - 18:30 |                         |
| 熊本県                 | テレビ熊本     | フジテレビ系列 日本テレビ系列 テレビ朝日系列 | 日曜 18:00 - 18:30 |                         |
| 宮崎県                 | テレビ宮崎     | フジテレビ系列 日本テレビ系列 テレビ朝日系列 | 日曜 18:00 - 18:30 |                         |
| 沖縄県                 | 沖縄テレビ     | フジテレビ系列                               | 日曜 18:00 - 18:30 |                         |
| 青森県                 | 青森放送       | 日本テレビ系列 テレビ朝日系列                | 土曜 17:00 - 17:30 |                         |
| 岩手県                 | 岩手放送       | TBS系列                                      | 木曜 17:30 - 18:00 | 現・IBC岩手放送。       |
| 福島県                 | 福島テレビ     | TBS系列 フジテレビ系列                       | 日曜 17:30 - 18:00 |                         |
| 山梨県                 | 山梨放送       | 日本テレビ系列                               | 月曜 19:00 - 19:30 |                         |
| 新潟県                 | 新潟総合テレビ | フジテレビ系列 日本テレビ系列 テレビ朝日系列 | 水曜 18:30 - 19:00 | 現・NST新潟総合テレビ。 |
| 山口県                 | 山口放送       | 日本テレビ系列 テレビ朝日系列                | 火曜 17:15 - 17:45 |                         |
| 徳島県                 | 四国放送       | 日本テレビ系列                               | 水曜 17:30 - 18:00 |                         |
| 高知県                 | 高知放送       | 日本テレビ系列                               | 水曜 17:30 - 18:00 |                         |
| 長崎県                 | テレビ長崎     | フジテレビ系列 日本テレビ系列                | 金曜 18:30 - 19:00 |                         |
| 大分県                 | 大分放送       | TBS系列                                      | 土曜 18:00 - 18:30 |                         |
| 鹿児島県               | 鹿児島テレビ   | 日本テレビ系列 フジテレビ系列 テレビ朝日系列 | 土曜 17:55 - 18:25 |                         |

## 漫画
- 放映当時、雑誌『マンガくん』（小学館）第19号よりタイアップとして漫画の連載がなされていた。構成・画は早田光茂。本放送開始前に作画されたため、第1話では総裁Xが旧デザインのままなどの差違が見られる。
- 『小学二年生』（小学館）でも1978年11月号から1979年3月号まで、坂丘のぼるによる漫画が連載された。
- 『てれびくん』（小学館） 1978年10月号から1979年9月号まで連載、作画：しのはら幸雄